# معركة الثنية (1837)
معركة الثنية في ماي 1837م شملت معظم أرجاء شرق مدينة الجزائر إلى غاية مرتفعات الثنية في منطقة القبائل.

## مقدمة
تم إرسال حملة عسكرية فرنسية في ربيع سنة 1837م من مدينة الجزائر إلى منطقة القبائل للاستحواذ على ممر الثنية نحو جرجرة. وقد كان الجنرال دامريمون هو من أمر بإرسال هذه الحملة التي قاد معركتها العقيد شوينبيرغ.

## وطن الخشنة
بما أن الاحتلال الفرنسي للجزائر انطلق من دار السلطان في إيالة الجزائر، فإن سهل متيجة قد عانى سكانه في البداية من هجوم القوات البرية الفرنسية قبل أن تمتد أطماع الاستيطان نحو السهول المحيطة والمجاورة. وكان البيلك في دار السلطان متكونا قبل سنة 1830م من كانتونات أو أوطان كل واحد منها يضم العديد من القبائل التي كان يشرف عليها القياد أو المفتشون الذين تحت إمرتهم شيوخ الفِرَق أو زعماء القبائل من أجل السهر على فرض الضريبة على السكان والتحكم في إدارة كل وطن.
وكان الآغا في دار السلطان يعتمد على قبائل المخزن من أجل بسط سلطته حول سهل متيجة في هذه الأوطان.
ولذلك فإن الأطماع التوسعية الاستيطانية قد توجهت نحو الأوطان السبعة التابعة لدار السلطان التي هي «وطن الخشنة»، «وطن حجوط»، «وطن يسر»، «وطن بني خليل»، «وطن بني موسى»، «وطن بني مناصر» و«وطن بني جعد».
وعليه، فإن «وطن بني عائشة» كان ينتظر فقط مبررا مهما كان تافها من أجل تجهيز حملة عسكرية فرنسية تستهدف تفكيك التنظيم الإداري التقليدي القَبَلي الذي كان يشرف على معيشة السكان الزواوة منذ قرون في المنطقة الشرقية المتاخمة لمدينة الجزائر والتي تقع على مشارف منطقة القبائل المنخفضة.

## معاهدة دي ميشال
لقد اتخذت المقاومة الشعبية الجزائرية ضد فرنسا منعرجا جديدا بعد إبرام معاهدة دي ميشال في 4 جويلية 1834م بمنطقة وهران ما بين الأمير عبد القادر والجنرال دي ميشال. فسمحت هذه الهدنة لعبد القادر الجزائري بزيارة منطقة القبائل مرورا بالثنية أين تم استقباله بحفاوة وحرارة من طرف قبيلة آيث عيشة.
وبما أن الأمير عبد القادر كان سالكا متصوفا في الطريقة القادرية، فإن الوشائج الروحية سمحت له بالتحالف السهل والسلس مع زواوة آيث عيشة المنضوين مع الطريقة الرحمانية. وكان هذا التحالف ما بين المتصوفين غرب وشرق مدينة الجزائر كفيلا بدفع الفرنسيين التوسعيين إلى محاولة فضه وتفكيكه في أسرع وقت. واندرجت في هذا السياق مقدمات ومبررات حملة ومعركة ثنية بني عائشة التي كان هدفها نقض معاهدة دي ميشال من طرف الجنرال دامريمون.

## مزرعة الرغاية
بعد إبادة قبيلة العوفية قرب وادي الحراش في 1832م، وبعد رضوخ أغلب سكان سهل متيجة لسلطة الاحتلال الفرنسي، تم اختيار منطقة الرغاية لاستصلاح الأراضي وإنشاء مزرعة استيطانية على أبواب منطقة القبائل. فتم إنشاء شركة استصلاح الأراضي خلال بداية سنة 1837م في منطقة الرغاية من طرف مستوطِنَيْنِ اثنين. وكان مالك هذه المزرعة هو الفرنسي المدعو ميرسيي (بالفرنسية: Mercier)‏ الذي اشترى وأسس هذه المستثمرة التي كان كل شيء فيها يحتاج إلى إنجاز وإنشاء. وكانت مساحة هذه المزرعة تتجاوز 3 000 هكتار حازها ميرسيي، الشاب الطموح والنشيط، الذي قدم من أمريكا في سنة 1836م مزودا بمهارة في التعامل مع مثل هذه المشاريع الاستثمارية الزراعية. فقام بتطهير المياه، وزرع بنجاح الحبوب والقطن والتبغ، كما أنشأ مشتلة أشجار مثمرة. وانطلقت بعد ذلك أشغال الفلاحة في هذه المزرعة بالتوازي مع تربية الحيوانات.
وتم تجريب زراعة القطن ومحاصيل الحبوب، وخاصة الأعلاف، لكونها ذات مردودية إنتاجية كبيرة بما سمح بتعويض مالك المزرعة عن استثماراته الكبيرة والسماح له بمواجهة مصاريف تجاربه المكلفة في كثير من الأحيان. كما أن عددا من الماهونيين قد استقروا في هذه المزرعة الواقعة في الرغاية. وكانت هذه التعاونية الفلاحية ذات طابع شركة مساهمة فيها رأس مال استثماري مقداره ما بين 400 000 فرنك فرنسي و600 000 فرنك فرنسي. وصارت هذه المزرعة النموذجية سببا مباشرا لإزعاج السكان الأصليين مما عجل بنشوب معركة الثنية في ماي 1837م.

## المعركة

الخريطة التاريخية لبلاد زواوة

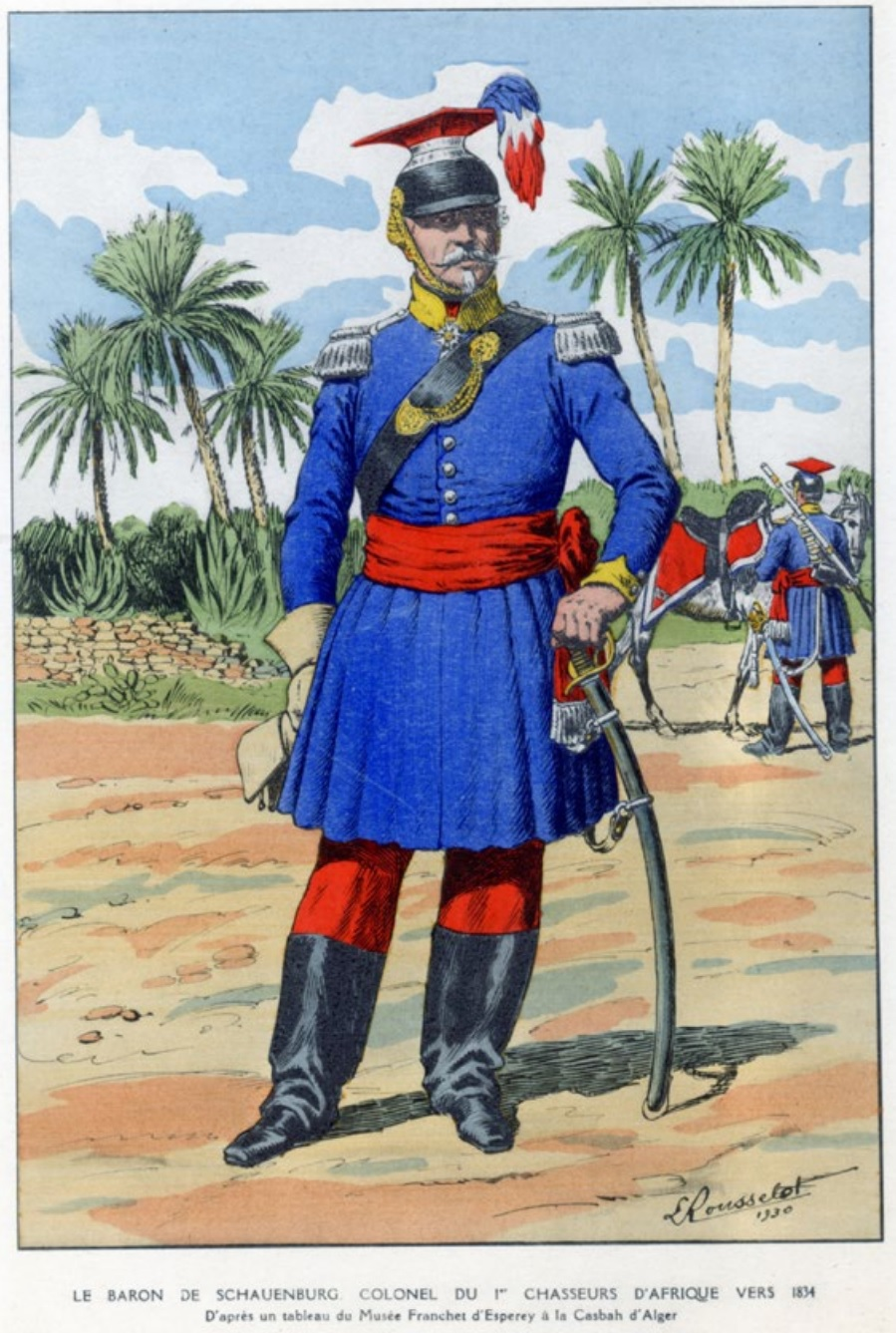
ماكسيميليان جوزيف شوينبيرغ

قام ماكسيميليان جوزيف شوينبيرغ خلال بدايات الاحتلال الفرنسي للجزائر بمواصلة تحركاته حول مدينة الجزائر من خلال تنظيم هجوم على قبيلة بني عائشة، 53 كلم شرق القصبة، التي حافظت على علاقات محايدة مع الحكومة الفرنسية في مدينة الجزائر إلى غاية سنة 1835م.
فخلال مرحلة ما بعد سنة 1835م، كانت منطقة تيزي نايث عيشة أو ثنية بني عائشة، التي ستصير بعد ذلك الثنية، تعيش غليانا لمقاومة الاحتلال الفرنسي في إقليم القبائل المنخفضة .
ففي الليلة من 17 إلى 18 ماي 1837م وصلت قوات الفرسان والمشاة الفرنسيين إلى منخفض وادي عربية في الثنية، بقيادة ماكسيميليان جوزيف شوينبيرغ، وذلك غداة احتكاك بين الثوار الجزائريين والمستوطنين الفرنسيين في متيجة.
وكان الحاكم العام للجزائر آنذاك، الجنرال دامريمون، قد أعطى الأوامر إلى العقيد شوينبيرغ باقتحام مضيق تيزي نايث عيشة مصحوبا بفيلق جنوده وفرسانه الموضوعين تحت تصرفه، من أجل التحكم في هذا المحور الفاصل بين سهل متيجة وسهل يسر، وذلك من خلال التسلل إلى قرى الزواوة لمعاقبتهم.
ذلك أن سكان حوالي 40 قرية أمازيغية تحيط بمجرى وادي عربية كانت قد التحقت بالمقاومة الشعبية الجزائرية ضد فرنسا، وهي قرى «بوخنفر»، «سيدي فرج»، «تالامعلي»، «أولاد علي»، «بني عراب»، «بن يونس»، «بوعروس»، «أولاد باندو»، «ثالة أوفلا (الصومعة)»، «قدارة»، «أمغلدن»، «تابراهيمت»، «ماهران»، «بالول»، «تاقيطونت»، «تامساوت»، «بوعدادن»، «بني داود»، «أولاد صالح»، «مزالة»، «بن شيلة»، «موحوشة»، «حدادشة»، «مرشيشة»، «أولاد بسة»، «خدارة»، «أولاد محمود»، «أولاد الحسين»، «حاج أحمد»، «أولاد محمد بن أحمد»، «أولاد عبد الله»، «أولاد عبد الكريم»، «أولاد محمد بن علي»، «أولاد بنيون»، «أولاد بن محاتي»، «أولاد بن صفرون»، «أولاد فاري»، «ذراع بن حدهم»، و«أولاد بومرداس».
وكان مبرمجا أن يلتحق بالعقيد شوينبيرغ حوالي ألف جندي على متن سفينتين بخاريتين انطلاقا من ميناء الجزائر لنقلهم إلى مصب وادي يسر، وذلك لمحاصرة الأمازيغ الزواوة بين نارين من جهة البحر الأبيض المتوسط ومن جهة جبال الخشنة، ولكن سوء الأحوال الجوية والبحر الهائج لم يسمحا بتنفيذ هذه الخطة.
وبذلك فإن هذا الموكب العسكري المتكون من الفوج الأول من صيادي أفريقيا تحت قيادة «العقيد شوينبيرغ» قد مر بمرتفعات ثنية بني عائشة ليكون بذلك أول قوة فرنسية تتسلل من خلال هذه البوابة الطبيعية نحو منطقة القبائل.
إلا أن خطة التقاء «العقيد شوينبيرغ» على ضفاف وادي يسر مع القوات المنقولة بحريا تحت قيادة الجنرال ألكسندر شارل بيريغو، إلا أن الطوارئ الجوية منعت هذا الالتحام.
ورغم هذا الاضطراب الجوي، إلا أن هذه السَّرية الفرنسية الصغيرة لم تعاود ورود وادي بودواو قافلة نحو الجزائر دون أن يحدث اشتباك بينها وبين المقاتلين الزواوة من بطون يسر وعمراوة الذين هاجموا مزرعة الرغاية في يوم 9 ماي 1837م حيث تم سلب الحيوانات من صاحبها المستوطن، مما أعطى مبررا للهجوم المباغت على جبال الخشنة.
فانطلق حينها «العقيد شوينبيرغ» بجنوده من بودواو، غير بعيد عن الرغاية، في مساء يوم 71 ماي 1837م ليلتقي في مضيق الثنية مع زواوة قبيلة بني عائشة الذي حاولوا باستماتة منع الفرنسيين من اجتياز وادي عربية، إلا أن طلقات مدفعية الفوج الثاني الخفيف على المرتفعات سارعت في تشتيت المقاتلين الجزائريين ليحتل الفرنسيون مواقعهم.
ومع ذلك فإن زواوة يسر وعمراوة كانوا في انتظار القوات الفرنسية في سهل يسر من أجل كبح ووقف تقدمهم، إلا أنهم فشلوا في ذلك، واستطاع الفرنسيون استرجاع البهائم المسلوبة من مزرعة الرغاية، تزامنا مع هدم بعض بيوت وقرى منطقة تيزي نايث عيشة.
وعند نزول هذه السَّرِيَّة من الفرسان والمشاة عبر مضيق منطقة تيزي نايث عيشة، قام «العقيد شوينبيرغ» ومرافقوه باستكشاف آثار وأطلال قلعة بنيان نتاع الصومعة ومعبد بلاد قيطون الذان هما من بقايا المدن الأمازيغية البيزنطية التي كانت متواجدة قرب وادي يسر في القرن الثالث الميلادي من أجل حماية الممر نحو منطقة القبائل في جرجرة.
وكانت سَرِيَّة «العقيد شوينبيرغ» متألفة من كتيبتين من الفوج الثاني الخفيف للمدفعية، إحداهما الكتيبة 48 من المشاة، قوامهما 300 جندي من صيادي أفريقيا مع الصبايحية، إضافة إلى مائة فارس مساند، وكذلك مدفعين من الهاوتزر المنقولين بالأحصنة.
فانطلق هذا الموكب العسكري من بودواو في يوم 17 ماي 1837م، على الساعة التاسعة ليلا، للتوجه إلى وادي عربية في الثنية على بعد 14 كلم، أحد المعبرين الوحيدين من سهل متيجة نحو سهل يسر، إضافة إلى المعبر الثاني المتمثل في شاطئ الصخيرات المطل على البحر الأبيض المتوسط وكان يسمى الرأس الأبيض (cap blanc) كما اثبتته الخرائط وعندي خريطة من ذلك، وانظر هنا http://1worldmap.com/Algeria/Boumerdes/Cap-Blanc/2503793.
ولم يكن «العقيد شوينبيرغ» قادرا على بلوغ مدخل «وادي الثنية» إلا على الساعة الثامنة صباحا، حيث كان مائة من المقاتلين الزواوة يحرسون المضيق، قبل أن يتم دحرهم بواسطة فوج المدفيعية الخفيفة الثاني.
وكانت خسائر الفرنسيين متمثلة في ثلاثة عسكريين، منهما ضابطين اثنين، إضافة إلى 21 جريحا، في حين أن الأمازيغ الزواوة العيشاويين قد أحصوا 18 قتيلا خلال يومي 18 و19 ماي 1837م.
وأثناء يوم 19 ماي 1837م، تلقى العقيد شوينبيرغ هجوما من التجمعات العديدة من الفرسان الزواوة الذين تصدى لهم بالمدفعية وشتتهم مع تكبيدهم خسائر معتبرة.
وتم اعتقال ستة من العيشاويين ليتم اقتيادهم إلى مدينة الجزائر، في حين أن فيلق الصيادين المرافقين للعقيد شوينبيرغ عادوا على أدراجهم بعد استكمال مهمتهم ليستقروا في مخيم بودواو.
فقفل «العقيد شوينبيرغ» في 19 ماي 1837م راجعا إلى هضبة قورصو التي يسري فيها مجرى مائي غير بعيد عن الرغاية، وذلك بعد أن قتل الكثير من الزواوة واستقر عدد القتلى الفرنسيين في حصيلة 22 جنديا.
وخلال هذين الاشتباكين ذهابا وإيابا من تيزي نايث عيشة، واجه «العقيد شوينبيرغ» مع مرافقيه صعوبة التضاريس وكثرة الأحراش، إلا أن ذلك لم يمنع من تشتيت المقاومين المحليين المفتقدين لسلاح المدفعية مما جعلهم ينسحبون من الميدان قسرا.
وكان «الملازم الثاني إيزوار» من فوج المدفعية الالخفيفة الثاني من بين القتلى، إضافة إلى 32 جريحا من صيادي أفريقيا.
وقد قرر إثر ذلك الحاكم العام دامريمون أن يتم تسليم الحيوانات والبهائم المسلوبة من الزواوة إلى مالك مزرعة الرغاية لتعويضه عن خسائره السابقة.

## الحصيلة

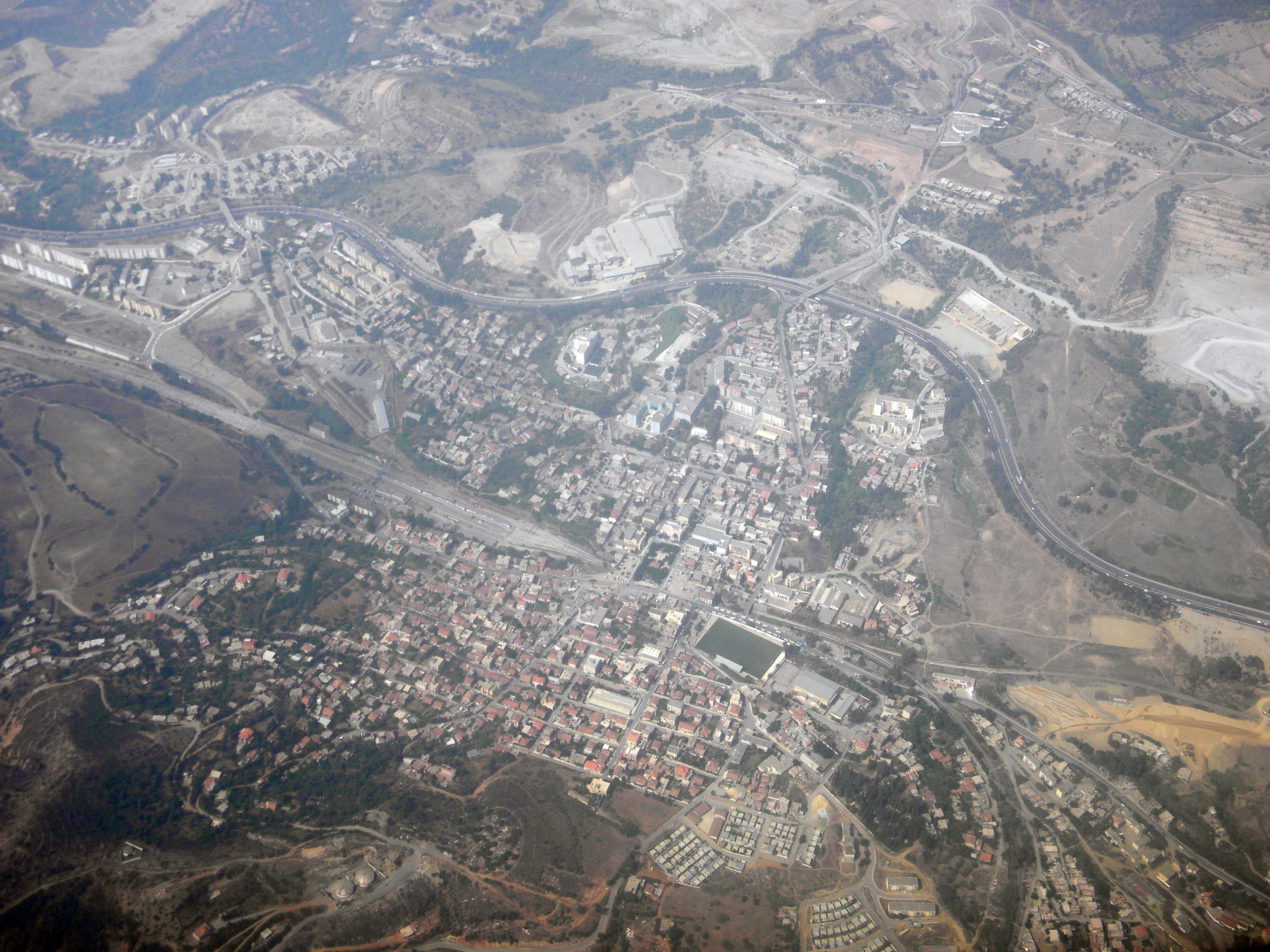
تيزي نايث عيشة

شارك في الحملة العسكرية على الثنية في ماي 1837م ما تعداده الأولي 1 200 جندي فرنسي.
وقد سقط من هؤلاء الفرنسيين 11 قتيلا (0.91 %) أثناء الالتحام مع الزواوة العيشاويين، في حين أن 80 منهم (6.67 %) كانوا في عداد الجرحى.
أما بالنسبة للمقاومين الجزائريين من بني عائشة، فقد تكبدوا 604 قتيل في صفوفهم.
وكان من المفترض أن تلتحق بالفرنسيين سفينتان بخاريتان بقيتا راسيتين في ميناء الجزائر بسبب سوء الأحوال الجوية.
السفينتان البخاريتان كانتا ستقلان 1 000 جندي فرنسي عند توجههما نحو مصب وادي يسر.
ولقد تم القبض على ستة أسرى حرب من المقاومين الجزائريين ليتم اقتيادهم إلى مدينة الجزائر.
وقد لقي مصرعه الملازم الثاني إيزوار من الفوج الثاني للمشاة الخِفاف أثناء المعركة التي جرت خلال جولتين.
أما الحيوانات التي تم سلبها من الزواوة، فقد تم منحها لمالكي مزرعة الرغاية كتعويض عن تلك المفقودة أثناء الهجوم المفاجئ عليها خلال يوم 8 ماي 1837م.

## معاهدة تافنة

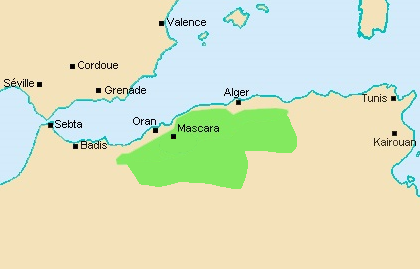
إقليم نفوذ الأمير عبد القادر في معاهدة تافنة

لقد كانت معركة ثنية بني عائشة في 1837م مفصلية وحاسمة أثناء الاحتلال الفرنسي لمنطقة القبائل من طرف القوات البرية الفرنسية.
فبعد أقل من عشرة أيام بعد انقضاء هذه المواجهة العسكرية بين المقاومين الزواوة وجنود الفوج الأول من صيادي أفريقيا، تم إبرام معاهدة تافنة.
وقام الأمير عبد القادر مع الجنرال بيجو بالإمضاء على هذه المعاهدة خلال يوم 30 ماي 1837م في نواحي منطقة تلمسان.
وكان ميزان القوى الجديد الذي فرضه المقاومون الزواوة أثناء معركة تيزي نايث عيشة كفيلا بتجنيب منطقة القبائل لسنوات عديدة الحرب، قبل أن تعود القوات البرية الفرنسية للتغلغل في جرجرة.
ذلك أن نفير الأمازيغ في منطقة القبائل المنخفضة أدى إلى تسطير وتحجيم الحدود الشرقية للمستوطنة الفرنسية في سهل متيجة على مستوى وادي قدارة أو وادي بودواو، على بعد 14 كلم غرب الثنية، وذلك في المادة 2 من معاهدة تافنة.
وفي إقليم الجزائر : مدينة الجزائر مع الساحل وأرض متيجة يحد ذلك شرقا : وادي قدارة أو وادي بودواو وما فوقه وجنوبا رأس الجبل الأول من الأطلس البليدي الصغير إلى نهر الشفة مع البليدة وأراضيها.

## الهدنة

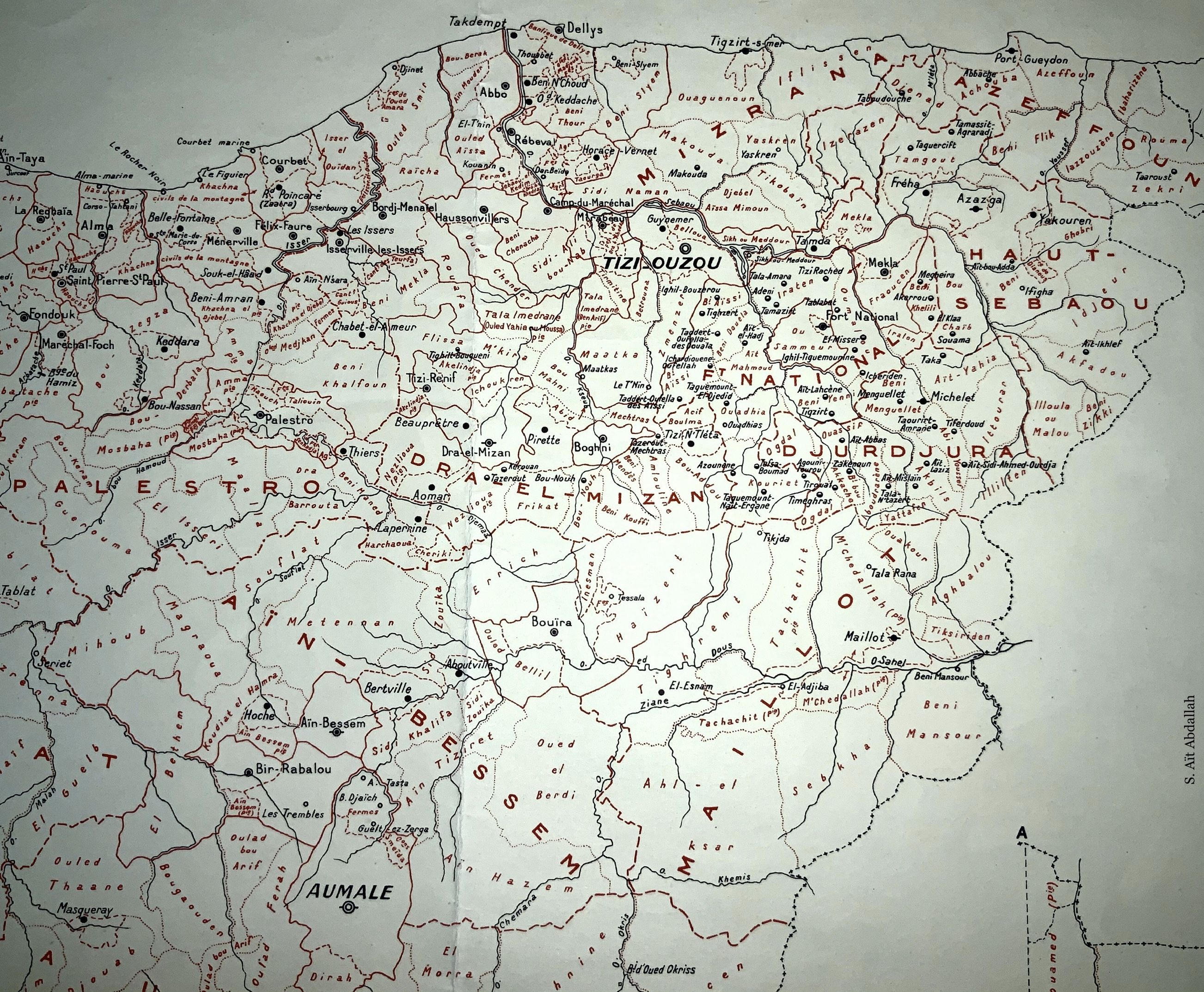
قبائل منطقة الزواوة

سمح التوقيع على معاهدة تافنة في 30 ماي 1837م بين قوات الاحتلال الاستيطاني التي يقودها العقيد شوينبيرغ من جهة، والزواوة العيشاويين من جهة أخرى، بإقامة هدنة مؤقتة بين الطرفين على حدود سهل متيجة مع سهل يسر.
وكان من نتائج هذه الهدنة استتباب الأمن وزوال القلاقل في الناحية الشرقية من مدينة الجزائر.
ذلك أن القبائل الزواوية الواقعة شرق إيالة الجزائر صارت حذرة ومتوجسة تجاه الفرنسيين غداة معركة الثنية الأولى في ماي 1837م.
فقد أرسل الجنرال دامريمون، الذي كان الحاكم العام للجزائر، من جديد العقيد شوينبيرغ نحو بودواو، على بُعد 14 كلم من الثنية، وذلك بتاريخ 15 جوان 1837م للتموقع والتمركز مع بعض الكتائب العسكرية.
هذا الاستعراض للقوة الذي انتهجته إدارة الاحتلال بعد أقل من شهر بعد معركة الثنية الأولى كان يهدف إلى إنشاء مُناخ ردع في نفوس الزواوة قصد حماية المستوطنين والمزارع المُستحدثة في شرق سهل متيجة.
فتم بذلك إبرام توافق وتفاهم في مدينة الجزائر بتاريخ 17 جوان 1837م ما بين شيوخ قبائل خشنة الجبل، بني عائشة، بوخنفر وبني خليفة من جهة والحاكم العام دامريمون من جهة أخرى.
وقد تم قبل ذلك تعيين قائد محلي من طرف الفرنسيين قصد تسيير وطن الخشنة ووضع القبائل العيشاوية تحت سلطته.
وفي 19 جوان 1837م، قَدِمَ مندوبون عن وطن يسر بدورهم إلى مدينة الجزائر، لأول مرة منذ الاحتلال الفرنسي للجزائر في 1830م، وعلى رأسهم مصطفى بن عمر الذي كان قائدهم أثناء حكم الأتراك.
كما قامت قبائل وطن يسر بتسديد نقدي لقيمة المسلوبات أثناء الهجوم المباغت على مزرعة الرغاية، وذلك دون احتساب الماشية التي غنمها الفرنسيون منهم أثناء معركة ثنية بني عائشة.
وتعهدت بذلك قبائل يسر بمنع مرور قوات مسلحة أو معادية للفرنسيين عبر أراضيها نحو وادي قدارة أو وادي بودواو، مع اقتراح اسم قائد جديد منهم على الجنرال دامريمون لترسيمه على وطن يسر.
وقد غادر مدينة الجزائر هؤلاء المندوبون الزواوة في يوم 21 جوان 1837م آخذين معهم عهد أمان من أجل قدوم مندوبي قبائل فليسة وعمراوة إلى الجزائر العاصمة من أجل ترسيم وقف القتال مثلما فعلت قبائل يسر من قبل.
فتم السماح بعد ذلك لتجار الزواوة بالولوج من جديد إلى سوق الجزائر بعد أن تم منعهم من ذلك بسبب الصدام العسكري في الثنية.
ومن نتائج هذه الهدنة أن القوارب الآتية من دلس، والتي كانت محتجزة في ميناء الجزائر، قد تم تسريحها والسماح لها بالإبحار، كما أن أعيان هذه المدينة الأمازيغية الساحلية الذين كانوا محتجزين كرهائن تم الإفراج عنهم بعد أن دفعوا تعويضات للمستوطنين الفرنسيين في الرغاية.
وصارت منطقة «ثنية بني عائشة» منذ التوقيع على معاهدة تافنة تابعة للخليفة أحمد بن سالم الذي كانت عاصمته في «برج حمزة».